# Hrvatski rukometni kup za muškarce 1992./93.
Hrvatski rukometni kup za muškarce za sezonu 1992./93. je drugi put zaredom osvojio Badel 1862 iz Zagreba.

## Rezultati

### Osmina završnice
Igrano 10. – 24. veljače 1993.
| klub1                    | rez.  | klub2                          |
| ------------------------ | ----- | ------------------------------ |
| Bjelovar                 | 30:24 | Karlovačka pivovara (Karlovac) |
| Zamet (Rijeka)           | 24:20 | Moslavina (Kutina)             |
| Trogir - Medena          | 30:31 | Trnje (Zagreb)                 |
| Ivanska                  | 24:25 | Istraturist (Umag)             |
| Rovinj                   | 29:27 | Đakovo - Kvazar                |
| Crikvenica               | 15:21 | Elektra (Osijek)               |
| Varteks Tivar (Varaždin) | 29:30 | Medveščak (Zagreb)             |
| Zadar                    | 24:27 | Badel 1862 (Zagreb)            |

### Četvrtzavršnica
Igrano 26. i 27. veljače 1993.
| klub1               | rez.  | klub2              |
| ------------------- | ----- | ------------------ |
| Bjelovar            | 22:32 | Istraturist (Umag) |
| Badel 1862 (Zagreb) | 40:26 | Rovinj             |
| Medveščak (Zagreb)  | 35:18 | Elektra (Osijek)   |
| Trnje (Zagreb)      | 19:20 | Zamet (Rijeka)     |

### Poluzavršnica
Igrano 27. i 28. veljače 1993.
| klub1              | rez.  | klub2               |
| ------------------ | ----- | ------------------- |
| Istraturist (Umag) | 26:30 | Badel 1862 (Zagreb) |
| Medveščak (Zagreb) | 25:24 | Zamet (Rijeka)      |

### Završnica
Igrano 17. travnja 1993. u Zagrebu.
| klub1              | rez.  | klub2               |
| ------------------ | ----- | ------------------- |
| Medveščak (Zagreb) | 21:27 | Badel 1862 (Zagreb) |

## Poveznice
- 1.A HRL 1992./93.
- 1.B HRL 1992./93.
- 2. HRL 1992./93.